# Saint-Amand-sur-Sèvre
Saint-Amand-sur-Sèvre è un comune francese di 1 331 abitanti situato nel dipartimento delle Deux-Sèvres nella regione della Nuova Aquitania.

## Storia
Il 1º gennaio 1973 il comune si fuse con quello di Mauléon, ma 19 anni dopo, il 1º gennaio 1992, Saint-Amand-sur-Sèvre ritornò comune indipendente.

## Società

### Evoluzione demografica
Abitanti censiti